# Stora Gunnesjön
Stora Gunnesjön är en sjö i Karlskrona kommun i Blekinge och ingår i Nättrabyån-Ronnebyåns kustområde. Sjön är 12,8 meter djup, har en yta på 0,0764 kvadratkilometer och befinner sig 102 meter över havet.

## Delavrinningsområde
Stora Gunnesjön ingår i det delavrinningsområde (625002-147129) som SMHI kallar för Inloppet i Hallsjön. Medelhöjden är 105 meter över havet och ytan är 18,65 kvadratkilometer. Räknas de 2 avrinningsområdena uppströms in blir den ackumulerade arean 42,71 kvadratkilometer. Avrinningsområdets utflöde Listerbyån mynnar i havet. Avrinningsområdet består mestadels av skog (85 %). Avrinningsområdet har 0,49 kvadratkilometer vattenytor vilket ger det en sjöprocent på 2,6 %.